# Crocidura ultima
Crocidura ultima är en däggdjursart som beskrevs av Guy Dollman 1915. Crocidura ultima ingår i släktet Crocidura och familjen näbbmöss. IUCN kategoriserar arten globalt som otillräckligt studerad. Inga underarter finns listade i Catalogue of Life.
Denna näbbmus förekommer i en bergstrakt i distriktet Nyeri i Kenya. Den hittades där vid 1525 meter över havet. Regionen är täckt av fuktig skog.